# Malanowo
Malanowo [malaˈnɔvɔ] est un village polonais de la gmina de Brochów dans le powiat de Sochaczew et dans la voïvodie de Mazovie.